# 今岡淑子
今岡 淑子（いまおか よしこ）は、日本のピアニスト。

## 人物・来歴
相愛大学音楽学部ピアノ専攻卒業。同大学ピアノ研究生修了。片岡みどりに師事。舘野泉と親交がある。大阪フィルハーモニー交響楽団、名古屋フィルハーモニー交響楽団などと共演。1997年、フィンランドにおいてシベリウスの子孫を前に「ピアノ2台によるシベリウス交響曲第2番」を演奏する。武庫川女子大学音楽学部教授。兵庫県立西宮高等学校音楽科非常勤講師。。

## 受賞歴
- 1988年、ソレイユ音楽コンクールピアノ部門第1位。「音楽現代」新人賞受賞。
- 1990年、宝塚ベガ音楽コンクールピアノ部門第3位入賞。
- 2012年、京都音楽祭優秀協演者賞受賞。

## CD
- 荘田作　心のうた（????年??月??日、ビクターエンタテインメント）
- 芦原昌子　オペラの時間（1999年1月10日、ファウエム・ミュージック）
- 落葉松~日本の歌（2003年3月21日、キングレコード）
- 忘れえぬ日本のうた　ベスト（2004年5月8日、キングレコード）
- 日本の名歌　ベスト（2009年7月8日、キングレコード）
- 日本歌曲　第6集　中田喜直の歌曲 II／昭和初期の歌曲（2CD）（2011年6月30日、ファウエム・ミュージック）